# Reproduktorová ozvučnice

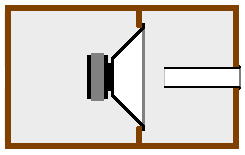
Ozvučnice typu band-pass

Reproduktorová ozvučnice je součást reproduktorové soustavy, která upravuje vyzařování reproduktorů a tím zlepšuje, popřípadě vůbec umožňuje jejich správnou funkci. U reproduktorů pro nízké kmitočty obvykle zvětšuje akustickou impedanci mezi přední a zadní stranou membrány reproduktorů a tím odstraňuje nebo omezuje tzv. akustický zkrat, který by jinak snižoval účinnost při vyzařování v oblasti nízkých frekvencí. Také upravuje směrový diagram samotného reproduktoru a slouží pro vlastní upevnění reproduktorů. Ozvučnice s basreflexem využívají i vyzařování zadní strany membrány.
Ozvučnice musí být tuhá a nesmí kmitat vlastními kmity. Ozvučnice reproduktorů se obvykle vyrábějí z materiálů na bázi dřeva – dřevovláknových desek, překližky, MDF nebo vrstvených materiálů podobného druhu, plasty nebo tvrzeného papíru, lze se setkat i s ozvučnicemi z betonu, pěnového polystyrenu a mnoha dalších materiálů. Ozvučnice také obvykle obsahuje další součásti, nutné pro správnou funkci reproduktorové soustavy, jako jsou reproduktorové výhybky resp. pásmové propusti, připojovací kabeláž, připojovací svorky, konektory či jiný elektromateriál, u aktivních soustav rovněž zesilovač a další obvody.

## Typy ozvučnic
- Desková
- Skříňová otevřená

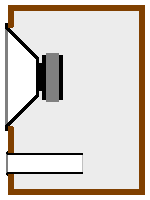
Bassreflexová ozvučnice

- Skříňová uzavřená (z angl. closed box)
- S akustickými obvody
  - Bassreflexová
  - Izobarická
  - Band-pass
  - Passive radiator
  - Transmission line
  - Horn

## Vnitřní tlumení zvuku

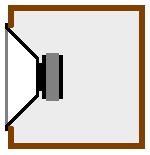
Uzavřená ozvučnice

Vnitřek ozvučnice bývá vystlaný vhodným tlumícím materiálem (např. vata, vatelín, buničina, vlna, papírová drť apod.). Faktická velikost ozvučnice v praxi závisí zejména na parametrech použitého basového nebo středobasového reproduktoru.

## Výroba ozvučnic

### Amatérská výroba
Při amatérské domácí výrobě bývá nejčastěji vyrobena z dřevěných desek respektive z dostatečně silné dřevotřísky nebo MDF. Dřevěné stěny bývají k sobě navzájem těsně přilepené, přišroubované a řádně zatmelené.

### Průmyslová výroba
Při průmyslové tovární výrobě bývají při výrobě ozvučnic používány kromě dřeva i plasty či kovy. Stěny klasické dřevěné reprosoustavy mívají obvykle tloušťku od 18 až do 30 milimetrů.

### Krycí materiál

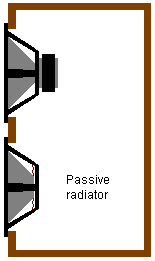
Ozvučnice s pasivním zářičem

Reprobedny by měly mít (z estetických i akustických důvodů) vhodnou vnější úpravu.
- Koberec – lepí se na povrch ozvučnice velmi silným lepidlem, s výhodou je možno použít samolepicí koberec speciálně vyráběný pouze pro reprosoustavy
- Ipa – materiál je velmi podobný koberci, ale nemá tvrdou spodní vrstvu
- Dýha
- Tapeta
- Barevný nátěr či lak
- Plast vyztužený ocelí (nebo jiným vhodným kovem)

### Tlumící materiál
V praxi zvuk tlumí všechny porézní materiály (např. pěnový polystyren, pěnový polyuretan, skelné vlákno, všechny běžné textilie, porézní papír a také tělesné schránky všech živých organismů včetně každého člověka).
Do ozvučnic se tlumící materiál obvykle lepí do jejich vnitřku, někdy je s ním zaplněn celý vnitřní objem skříně reprobedny. Jedná se o velmi často materiály, které se také běžně používají jako obklady stěn v nahrávacích studiích nebo ve zkušebních prostorách amatérských muzikantů (třeba garáže amatérských bubeníků apod.).
Tlumicí materiál ve všech případech slouží jednak k přímému pohlcování vyzářeného zvuku nebo k odrážení zvukových vln do různých směrů (k difuzi a rozptylu zvukových vln).
Jedná se také (pokud možno) o úplné zamezení jakéhokoliv výstupu tohoto zadního zvuku ven z ozvučnice, důležité je to zejména u basových tónů nízkých kmitočtů, které vznikají zadním vyzařováním basového reproduktoru. Zvuk je v ozvučnici (nebo i v jiném zatlumeném prostoru) tlumícím materiálem přímo pohlcován, nepohlcený zvuk se odráží zpět. Ve vnitřku reprobedny to obvykle způsobuje nepříjemné basové dunění nebo i nežádoucí hučení basových reproduktorů způsobené superpozicí různých zvukových vln. Z tohoto důvodu také reprobedny s uzavřenou ozvučnicí mívají (středo)basový reproduktor uvnitř ozvučnice akusticky oddělený od všech ostatních reproduktorů pomocí vnitřní zvukotěsné přepážky. Tlumící materiál v ozvučnici s menším basovým reproduktorem někdy nemusí mít vůbec žádný slyšitelný efekt, ba dokonce může (dosti paradoxně a samozřejmě, že zcela nevhodně) basové tóny výrazně minimalizovat. Je proto vždy velmi vhodné poradit se s výrobcem basového reproduktoru, zdali se použití tlumícího materiálu v praxi vůbec osvědčí.
Používané materiály:
- Nesyntetické materiály – bavlna, vata
- Polyesterová vlákna (PES) – vatelín
- Polyuretanová vlákna (PUR) – PUR bublinky
- Elastická či viskózní vlákna a gely – adhezní antivibrační panely
- Ostatní – obaly od vajec (kvůli minimální efektivitě se dnes už příliš nepoužívají)

## Výhybky a počet akustických pásem
Ozvučnice mohou být v provedení:
- Jednopásmovém – obsahuje pouze jeden reproduktor a žádnou výhybku, nebo jednu skupinu reproduktorů, zpracovávajících stejný signál
- Dvoupásmovém – obsahuje zpravidla jeden středobasový reproduktor a jeden výškový reproduktor doplněný o jednu výhybku (tzv. crossover)
- Třípásmovém – obsahuje jeden basový reproduktor, jeden středový reproduktor a jeden výškový reproduktor
- Vícepásmovém – obsahuje více než tři různé reproduktory

Výhybky jsou vlastně pásmové propusti ve výkonovém provedení, obvykle je celkový počet výhybek roven počtu pásem sníženému o jedničku. Pásmové propusti obvykle obsahují vzduchové cívky (tlumivky), velké kondenzátory, případně též výkonové odpory.